# Comtat de Nassau (Nova York)
El comtat de Nassau és un comtat de l'Estat de Nova York, a l'àrea metropolitana de Nova York, i localitzat a l'est de la ciutat de Nova York, Long Island. Segons el cens de 2010, la població del comtat era de 1.339.532 habitants, que s'estima incrementada a 1.361.350 en 2015. La seu del comtat és Mineola. L'àrea ara designada com Comtat de Nassau va ser originalment el 70% de la part oriental del Comtat Queens, un dels 12 comtats originals formats en el 1683, i llavors en tenia només dos pobles: Hempstead i Oyster Bay.

## Localitats
Ciutats
Glen Cove |
Long Beach
Pobles, viles i llocs designats pel cens
- Hempstead

VilesAtlantic Beach, Bellerose, Cedarhurst, East Rockaway, Floral Park, Freeport, Garden City, Hempstead, Hewlett Bay Park, Hewlett Harbor, Hewlett Neck, Island Park, Lawrence, Lynbrook, Malverne, Mineola, New Hyde Park, Rockville Centre, South Floral Park, Stewart Manor, Valley Stream, Woodsburgh
LlogaretsBaldwin, Baldwin Harbor, Barnum Island, Bay Park, Bellerose Terrace, Bellmore, East Atlantic Beach, East Garden City, East Meadow, Elmont, Franklin Square, Garden City South, Harbor Isle, Hewlett, Inwood, Lakeview, Levittown, Lido Beach, Malverne Park Oaks, Merrick, North Bellmore, North Lynbrook, North Merrick, North Valley Stream, North Wantagh, Oceanside, Point Lookout, Roosevelt, Salisbury, Seaford, South Hempstead, South Valley Stream, Uniondale, Wantagh, West Hempstead, Woodmere
- North Hempstead

VilesBaxter Estates, East Hills, East Williston, Floral Park, Flower Hill, Garden City, Great Neck, Great Neck Estates, Great Neck Plaza, Kensington, Kings Point, Lake Success, Manorhaven, Mineola, Munsey Park, New Hyde Park, North Hills, Old Westbury, Plandome, Plandome Heights, Plandome Manor, Port Washington North, Roslyn, Roslyn Estates, Roslyn Harbor, Russell Gardens, Saddle Rock, Sands Point, Thomaston, Westbury, Williston Park
LlogaretsAlbertson, Carle Place, Garden City Park, Glenwood Landing, Great Neck Gardens, Greenvale, Harbor Hills, Herricks, Lakeville Estates, Manhasset, Manhasset Hills, New Cassel, New Hyde Park, North New Hyde Park, Port Washington, Roslyn Heights, Saddle Rock Estates, Searingtown, University Gardens
- Oyster Bay

VilesBayville, Brookville, Centre Island, Cove Neck, East Hills, Farmingdale, Lattingtown, Laurel Hollow, Massapequa Park, Matinecock, Mill Neck, Muttontown, Old Brookville, Old Westbury, Oyster Bay Cove, Roslyn Harbor, Sea Cliff · Upper Brookville
LlogaretsBethpage, East Massapequa, East Norwich, Glen Head, Glenwood Landing, Greenvale, Hicksville, Jericho, Locust Valley, Massapequa, North Massapequa, Old Bethpage, Oyster Bay, Plainedge Plainview, South Farmingdale, Syosset, Woodbury